# Lassi Lappalainen
Lassi Lappalainen (Espoo, 24 de agosto de 1998) es un futbolista finlandés que juega en la demarcación de delantero para el Columbus Crew de la Major League Soccer.

## Selección nacional
Tras jugar con la selección de fútbol sub-15 de Finlandia, la sub-16, la sub-17, la sub-18, la sub-19 y la sub-21, finalmente hizo su debut con la selección absoluta el 8 de enero de 2019 en un encuentro amistoso contra Suecia que finalizó con un resultado de 1-0 a favor del combinado finlandés tras el gol de Eero Markkanen.

## Clubes
| Club              | País           | Año       | Partidos | Goles |
| ----------------- | -------------- | --------- | -------- | ----- |
| Klubi 04 (cedido) | Finlandia      | 2015-2016 | 21       | 10    |
| HJK Helsinki      | Finlandia      | 2016-2017 | 26       | 1     |
| RoPS (cedido)     | Finlandia      | 2017-2018 | 44       | 15    |
| HJK Helsinki      | Finlandia      | 2019      | 23       | 6     |
| C. F. Montréal    | Canadá         | 2019-2024 | 117      | 15    |
| Columbus Crew     | Estados Unidos | 2025-     |          |       |

## Palmarés

### Campeonatos nacionales
| Título                          | Club            | País      | Año  |
| ------------------------------- | --------------- | --------- | ---- |
| Veikkausliiga                   | HJK Helsinki    | Finlandia | 2017 |
| Campeonato Canadiense de Fútbol | Montreal Impact | Canadá    | 2019 |
| Campeonato Canadiense de Fútbol | CF Montréal     | Canadá    | 2021 |